# Qawra

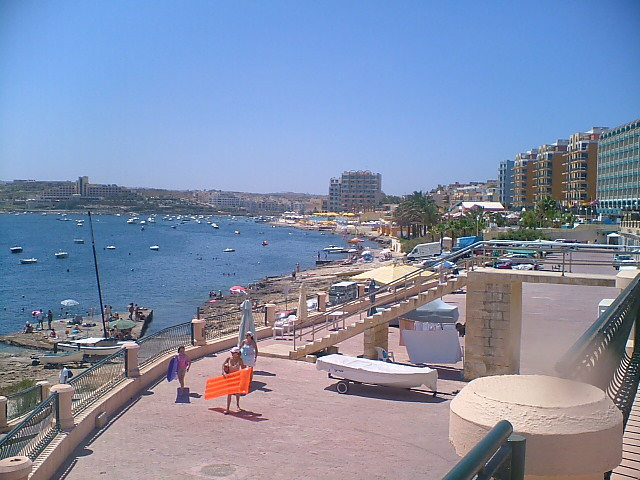
Strandpromenaden i Qawra.

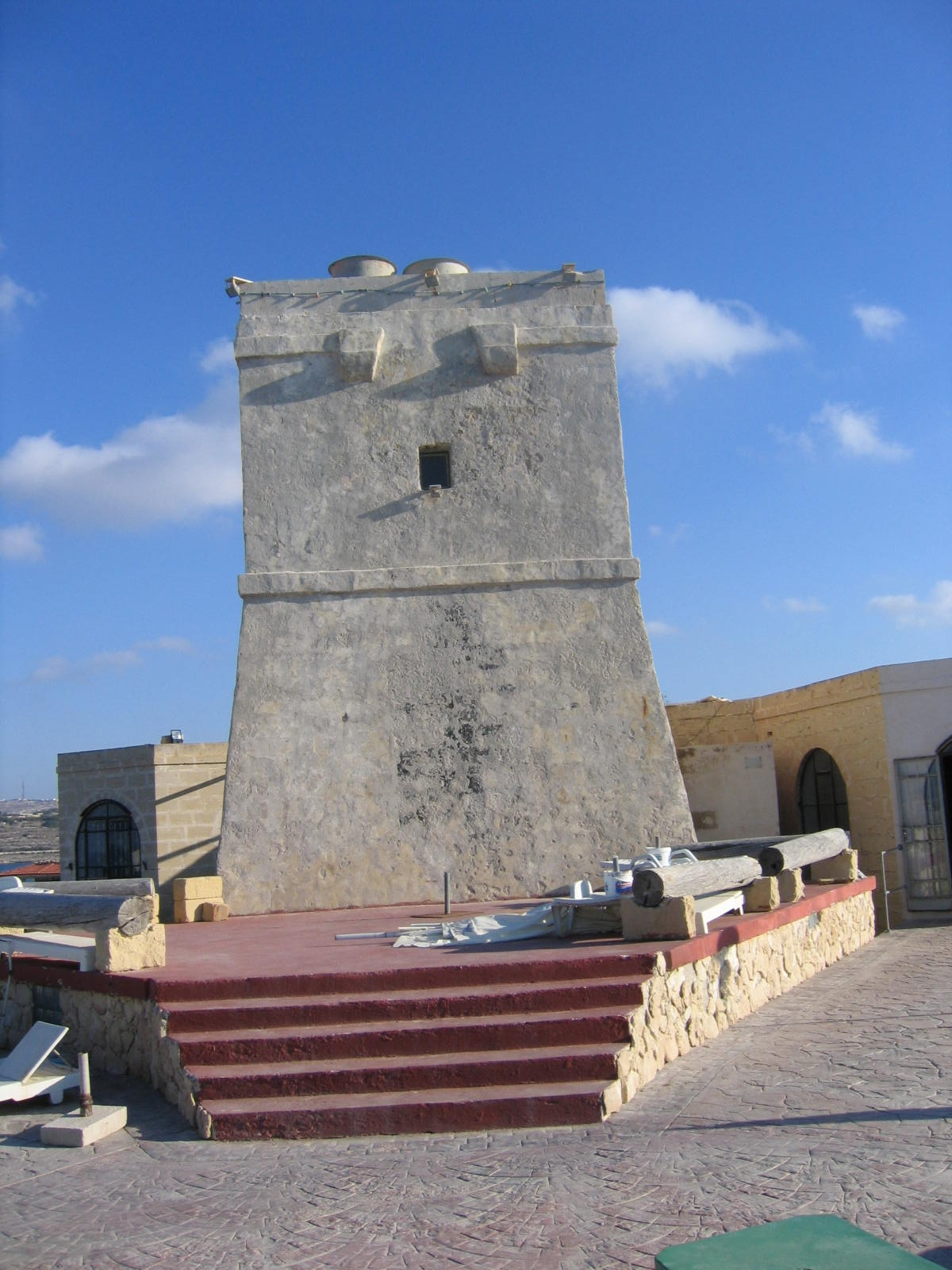
Qawratornet.

Qawra är en stad på Maltas nordkust, belägen i kommunen St. Paul's Bay sexton kilometer från huvudstaden Valletta.
Qawra är sammanvuxen med städerna St. Paul's Bay och Buġibba, de tre städerna uppfattas närmast som stadsdelar för en besökare.
Qawra är en badort, med mestadels stenstränder. Sommartid är medeltemperaturen över 30 grader, ibland uppgår temperaturen till omkring 40 grader. Här finns många restauranger, pubar och hotell och en strandpromenad som går längs hela staden. 

## Sevärdheter
I Qawra finns ett större monument till John F. Kennedys ära. Runt monumentet finns en park med restaurang och promenadstigar, parken är populär för picknickutflykter.
Vid strandpromenaden finns ett mindre stenålderstempel och andra arkeologiska lämningar i Dolmen-utgrävningarna. Runt fyndplatsen finns New Dolmen Hotel, för att se templet måste man passera hotellobbyn.
Qawratornet vid kusten i stadens nordöstra del är ett av de många torn som Malteserorden uppförde, idag finns en restaurang i tornet. 